# Curtis Beach
Curtis Beach (* 22. července 1990 v Albuquerque) je americký atletický vícebojař, závodící za Dukeovu univerzitu. Přestože jsou jeho atletické úspěchy omezeny spíše na domácí univerzitní šampionáty, proslavil se i v mezinárodním měřítku. Nedosahuje sice úrovně nejlepších vícebojařů (jeho slabinou jsou vrhačské disciplíny), ale je držitelem světového vícebojařského rekordu v závěrečném běhu na 1000 metrů v halovém sedmiboji (časem 2:23,63 min. z roku 2012) a těsně i druhým nejlepším desetibojařským výkonem na 1500 metrů (3:59,13 min, 2011). Je tedy jedním ze dvou desetibojařů (po krajanovi Robertu Bakerovi), kteří dokázali v rámci celého desetiboje zaběhnout trať 1500 metrů v čase pod 4 minuty.

## Osobní rekordy
- Halový sedmiboj 6190 b. (2014)
- Desetiboj 8081 b. (2015)